# Torrejón del Rey
Torrejón del Rey – gmina w Hiszpanii, w prowincji Guadalajara, w Kastylii-La Mancha, o powierzchni 25,17 km². W 2011 roku gmina liczyła 5141 mieszkańców.